# Ngũ vị thiền
Ngũ vị thiền (五味禪) chỉ năm phương pháp tu thiền do Thiền sư Khuê Phong Tông Mật phân chia ra trong tác phẩm Thiền nguyên chư thuyên tập đô tự (禪源諸詮集都序):
1. Phàm phu thiền (凡夫禪, ja. bompu-zen): Cách thiền của phàm phu, những người không theo đạo mà chỉ muốn thân thể, tâm trạng được khoẻ mạnh.
2. Ngoại đạo thiền (外道禪; ja. gedō-zen): Chỉ những phương pháp thiền nằm ngoài Phật giáo.
3. Nhị thừa thiền (二乘禪) hay Tiểu thừa thiền (小乘禪; ja. shōjō-zen): Thiền theo những phương pháp được nêu ra trong kinh sách Phật giáo Nam truyền. Cách thiền này dẫn đến Diệt tận định, và nếu hành giả ở trong trạng thái này khi chết thì không tái sinh nữa, thoát khỏi Luân hồi (sa. saṃsāra).
4. Đại thừa thiền (大乘禪; ja. daijō-zen): Mục đích chính ở đây là Kiến tính (見性; ja. kenshō), Giác ngộ. Kinh nghiệm giác ngộ cho thấy rằng, ta chính là vạn vật mà vạn vật không khác ta và từ kinh nghiệm này, những hành động hằng ngày sẽ là những hành động cứu độ tất cả chúng sinh.
5. Tối thượng thừa thiền (最上乘禪; ja. saijōjō-zen): Trong dạng thiền này, đường đi và mục đích trở thành một. Thiền không phải là một phương pháp để đạt giác ngộ nữa mà trở thành một sự biểu hiện trực tiếp của Phật tính (ja. busshō). Kinh sách viết rằng, đây là cách thiền của các chư Phật và là cách thiền tuyệt đỉnh (vô thượng, tối thượng, không còn cách nào hơn được) trong Phật pháp.

Quan niệm thường gặp như Đại thừa thiền là Thiền của tông Lâm Tế và Tối thượng thừa thiền là Thiền của tông Tào Động không đúng lắm bởi vì hai dạng Thiền trên bổ sung lẫn nhau mặc dù người ta chú trọng hơn đến kinh nghiệm Kiến tính trực tiếp và phương pháp dẫn đến kinh nghiệm này trong tông Lâm Tế; còn trong tông Tào Động thì phương pháp Chỉ quản đả toạ (只管打坐, ja. shikantaza) được xếp ở hàng đầu.